# 정세호 (1486년)
정세호(鄭世虎, 1486년 ~ 1563년)는 조선시대 중기의 문신이며 덕흥대원군의 장인이자 선조의 외할아버지이다. 정인지의 손자이며 정상조(鄭尙祖)의 아들이다. 본관은 하동으로 자는 자인(子仁), 호는 서계(西溪), 시호는 효간이다. 숭정대부 호조판서를 거쳐 판돈녕부사에 이르렀다. 사후 증직으로 대광보국숭록대부 의정부 영의정에 추서되었다.

## 생애
1519년(중종 14) 식년문과에 병과로 급제하고 의정부사인에 재직중, 홍우룡(洪遇龍)을 심문할 때 담당관인 사헌부집의 오결(吳潔)의 집에까지 가서 구제하다가 1531년 경상도 곤양으로 유배되었다. 이듬해 풀려나 복관하고 성균관대사성이 되었다.
1532년 명나라에 파견되는 성절사(聖節使)가 되어 연경에 다녀왔다. 그 뒤 승정원부승지, 동부승지, 우부승지, 홍문관부제학, 병조참판, 한성부우윤 등을 거쳐 1552년(명종 7) 호조판서가 되었다. 이때 모리배와 결탁하여 방납하여 그 이익을 나누어 차지하고, 또 상인과 공모하여 각 관청에 납곡(納穀)하고, 예빈시(禮賓寺)의 전복(典僕)을 왜관고직(倭館庫直)에 임명하여 은냥(銀兩)을 무역하고, 국고물(國庫物)의 도절범으로부터 뇌물을 받고 죄과를 눈감아주는 등 비루한 행동이 많아 양사로부터 탄핵을 받았으나 중종은 파직에 그치게 하였다.
이후 형조판서를 지낸 뒤 1559년 지중추부사에 오르고, 수릉(守陵)의 공로가 있다 하여 숭정대부에 승자(陞資)되었다. 그 뒤 호조판서를 거쳐 판돈녕부사에 이르렀다. 사후 외손자 하성군 균이 선조로 즉위하면서 증직으로 대광보국숭록대부 의정부 영의정에 추증되었다.

## 가계
- 할아버지 : 정인지
  - 백부 : 정현조
  - 숙부 : 정숭조
- 아버지 : 정상조
- 어머니: 죽산 안씨(정의공주의 손녀)
- 부인 : 정경부인 광주이씨
  - 아들 : 정창서
  - 딸 : 하동부대부인
  - 사위 : 덕흥대원군

## 같이 보기
- 하동부대부인
- 덕흥대원군
- 정숭조
- 정현조